# Treviso (Santa Catarina)
Treviso is een gemeente in de Braziliaanse deelstaat Santa Catarina. De gemeente telt 3.692 inwoners (schatting 2009).

## Aangrenzende gemeenten
De gemeente grenst aan Bom Jardim da Serra, Lauro Müller, Siderópolis en Urussanga.